# Покоління вбивць
Покоління вбивць (англ. Generation Kill) — американо-британський мінісеріал про війну в Іраку, екранізація однойменного твору американського письменника та журналіста «Rolling Stone» Евана Райта. Зйомки проходили в ПАР, Намібії та Мозамбіку. Прем'єра фільму відбулася 13 липня 2008 року.

## Сюжет
Фільм оповідає про перші дні Війни в Іраку. В основі сюжету — вторгнення в Ірак очима бійців 1-го розвідувального батальйону Корпусу морської піхоти США. 1-й експедиційний корпус увійшов до Іраку з боку Кувейту і пробирався до Багдаду через центр країни — безпосередньо по Межиріччю. По ходу вторгнення морпіхам доводиться мати справу з нестачею продовольства і боєприпасів, некомпетентністю командування, відсутністю чіткої стратегії і зрозумілої тактики ведення бою та іншими неприємними ситуаціями.
Серіал є телевізійною адаптацією однойменної книги, яка спочатку вийшла у вигляді трьох публікацій у журналі «Rolling Stone», і заснована на реальній історії репортера журналу, прикомандированого до 1-го розвідувального батальйону корпусу морської піхоти США (англ. The 1st Recon Marines). В дорозі він робив нотатки, які і послужили вихідним матеріалом для книги. Книга викликала великий суспільний резонанс і в липні 2008 року на каналі HBO вийшов однойменний мінісеріал. Сім серій по 65-70 хвилин. Сценаристами і продюсерами серіалу виступили Девід Саймон і Ед Бернс, творці кримінального серіалу «Дроти».

## У ролях
- Александр Скарсгард — сержант Бред «Айсман» Колберт
- Джеймс Ренсон — капрал Джош Рей Персон
- Лі Тергесен — репортер Еван Райт
- Старк Сендс — 1-й лейтенант Натаніель Фік
- Біллі Лаш — молодший капрал Гарольд Джеймс Тромблі
- Ерік Неннінгер — капітан Дейв «Капітан Америка» Макґроу
- Келлан Латс — капрал Джейсон Ліллі
- Джон Уертас — сержант Антоніо Еспера
- Руді Рейс — сержант Руді Рейс
- Роберт Джон Берк — Джеймс Меттіс

## Епізоди
| # | Назва                                                      | Режисер              | Дата           |
| --- | ---------------------------------------------------------- | -------------------- | -------------- |
| 1 | «Контакт» (англ. «Get Some»)                               | С'юзанна Вайт        | 13 липня 2008  |
| Морські піхотинці готуються до вторгнення в Ірак, очікують свої замовлення з військового табору Матильда, що знаходиться в Кувейті, і дізнаються, що з ними буде знаходитися репортер журналу «Rolling Stone» — Еван Райт.                                                                             |                                                            |                      |                |
| 2 | «Колиска цивілізації» (англ. «The Cradle of Civilization») | С'юзанна Вайт        | 20 липня 2008  |
| Вторгнення до Іраку в повному розпалі. Морські піхотинці пристосовуються до постійно різних планів нападу і сподіваються на перший контакт з противником у Насирії і Аль Гарафа. Беруть участь у першому справжньому бою з противником.                                                                |                                                            |                      |                |
| 3 | «Круто» (англ. «Screwby»)                                  | С'юзанна Вайт        | 27 липня 2008  |
| Команда «Браво» чекає наступних наказів, переживши перші випробування вогнем. Капітан «Браво» просить підтримку артилерії по невидимих гранатометниках. Лейтенант Фік намагається взяти під свій контроль небезпечну ситуацію. Підполковник Феррендо віддає новий, більш терміновий, наказ.            |                                                            |                      |                |
| 4 | «Бойова вздрочка» (англ. «Combat Jack»)                    | Саймон Селлан Джоунс | 3 серпня 2008  |
| Лайка з приводу залишеної вантажівки забирає час, але незабаром команда «Браво» знову в русі: рухаються на північ і на виїзді з Аль Хая створюють контрольно-пропускний пункт. Тим часом команді «Альфа» наказали знайти тіло морського піхотинця в Аль Шатрі, але їх місія відстрочена операцією ЦРУ. |                                                            |                      |                |
| 5 | «Палаючий пес» (англ. «A Burning Dog»)                     | Саймон Селлан Джоунс | 10 серпня 2008 |
| «Браво» зустрічає жорсткий опір, намагаючись перетнути стратегічно важливий міст, на якому їх чекала засідка. Результат бою задає більше питань, ніж відповідей про противника. |                                                            |                      |                |
| 6 | «Будь напоготові» (англ. «Stay Frosty»)                    | Саймон Селлан Джоунс | 17 серпня 2008 |
| Після того як морським піхотинцям наказують супроводжувати сотні цивільних, що втікають з Багдада, піхотинці починають думати, що їх участь у війні, можливо, добігає кінця. Але підполковник Феррендо має план, як повернути своїх бійців назад в бій.                                                |                                                            |                      |                |
| 7 | «Бомба у саду» (англ. «Bomb in the Garden»)                | С'юзанна Вайт        | 24 серпня 2008 |
| Дійшовши до Багдада, команда «Браво» шокована розміром міста, вони починають щоденне патрулювання міста. Піхотинці дізнаються, що перешкод між ними і іракцями значно більше, ніж вони могли б коли-небудь подумати.                                                                                   |                                                            |                      |                |